# Stare Jaroszowice
Stare Jaroszowice (niem. Alt Jäschwitz) – wieś w Polsce położona w województwie dolnośląskim, w powiecie bolesławieckim, w gminie Bolesławiec. W latach 1975–1998 miejscowość administracyjnie należała do województwa jeleniogórskiego. Do 1 stycznia 2014 roku wieś nosiła urzędową nazwę Stare Jaroszewice.

## Zabytki

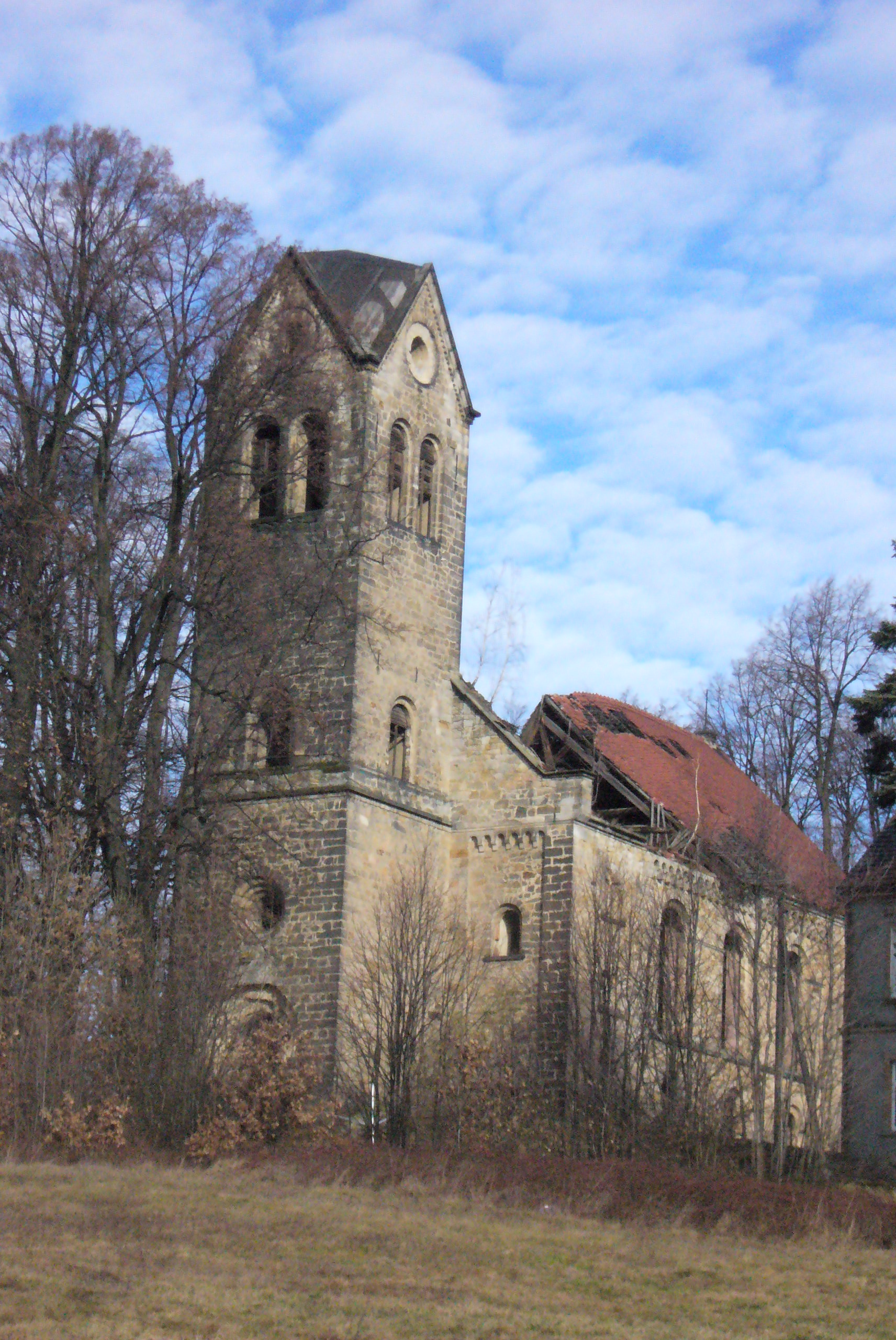
Nieczynny kościół ewangelicki

Do wojewódzkiego rejestru zabytków wpisane są:
- kościół pw. Niepokalanego Poczęcia NMP z roku 1385, przebudowywany w XIX wieku
- cmentarz przy kościele
- kościół ewangelicki pw. Trójcy Świętej z lat 1842-44, obecnie częściowa ruina
- cmentarz ewangelicki z zespołem nagrobków i grobowców (nieczynny) z 1855 r.